# 도쿄 패션 익스프레스
도쿄 패션 익스프레스(Tokyo Fashion Express)는 NHK월드TV의 방송 프로그램이다. 최근 각국의 패션에 관한 소식을 전하는 도쿄발 프로그램이다.